# کاپلان، کبک
کاپلان (به فرانسوی: Caplan) شهری در منطقه شهری بونوانتور ناحیه گاسپزی-ایل-دو-لا-مادلن در استان کبک کانادا است. در سرشماری سال ۲۰۱۱ این شهر ۲٬۰۱۰ نفر جمعیت داشته‌است و مساحت آن ۸۵٫۰۵ کیلومتر مربع است.